# Sigmocheir calaveras
Sigmocheir calaveras är en mångfotingart som beskrevs av Chamberlin 1951. Sigmocheir calaveras ingår i släktet Sigmocheir och familjen Xystodesmidae. Inga underarter finns listade i Catalogue of Life.